# Comuna Iakoruda, Blagoevgrad
Obștina Iakoruda ( comuna Iakoruda) este una dintre cele 14 subdiviziuni administrative ale regiunii Blagoevgrad din Bulgaria. Cuprinde un număr de 8 localități ce însumau 11.422 locuitori în 2005. Dintre localitățile componente, numai Iakoruda are statut de oraș.
Localități componente:
- Avramovo
- Bel Kamen
- Bunțevo
- Smolevo
- Konarsko
- Cerna Mesta
- Iurukovo
- Iakoruda

## Demografie
Componența etnică a obștinei Iakoruda
     Romi (3,96%)
     Nicio identificare (24,45%)
     Turci (38,39%)
     Bulgari (31,34%)
     Altele (1,84%)
La recensământul din 2011, populația comunei Iakoruda era de 10.731 locuitori. Nu există o etnie majoritară, locuitorii fiind romi (3,96%), turci (38,39%) și bulgari (31,34%).. Pentru 24,45% din locuitori nu este cunoscută apartenența etnică.